# Autotreno (ferrovia)

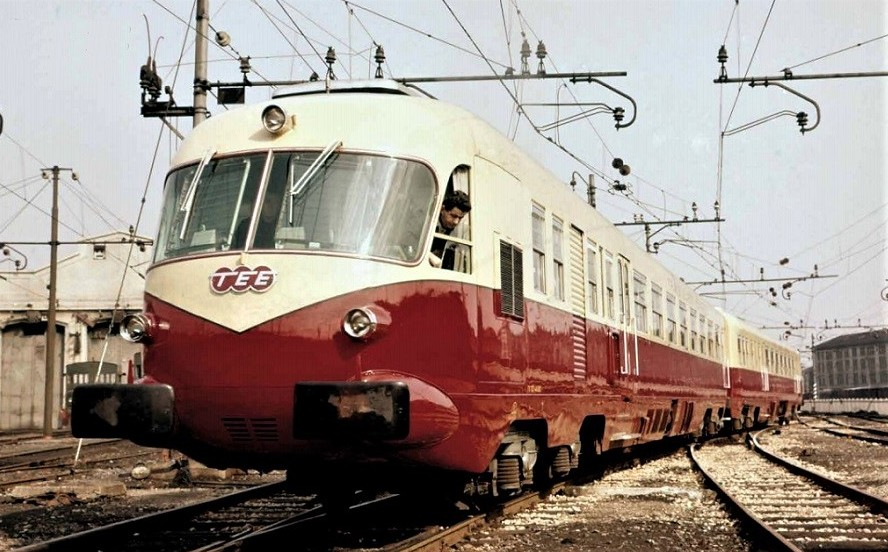
L'autotreno binato ALn 442.203 + ALn 448.203 (serie ALn 442-448), delle FS.

L'autotreno è un treno diesel automotore, di regola non scomponibile, composto da elementi motorizzati e rimorchiate. Questo tipo di rotabili non prevendono la presenza di una locomotiva, in quanto sono autonomi.

## Storia

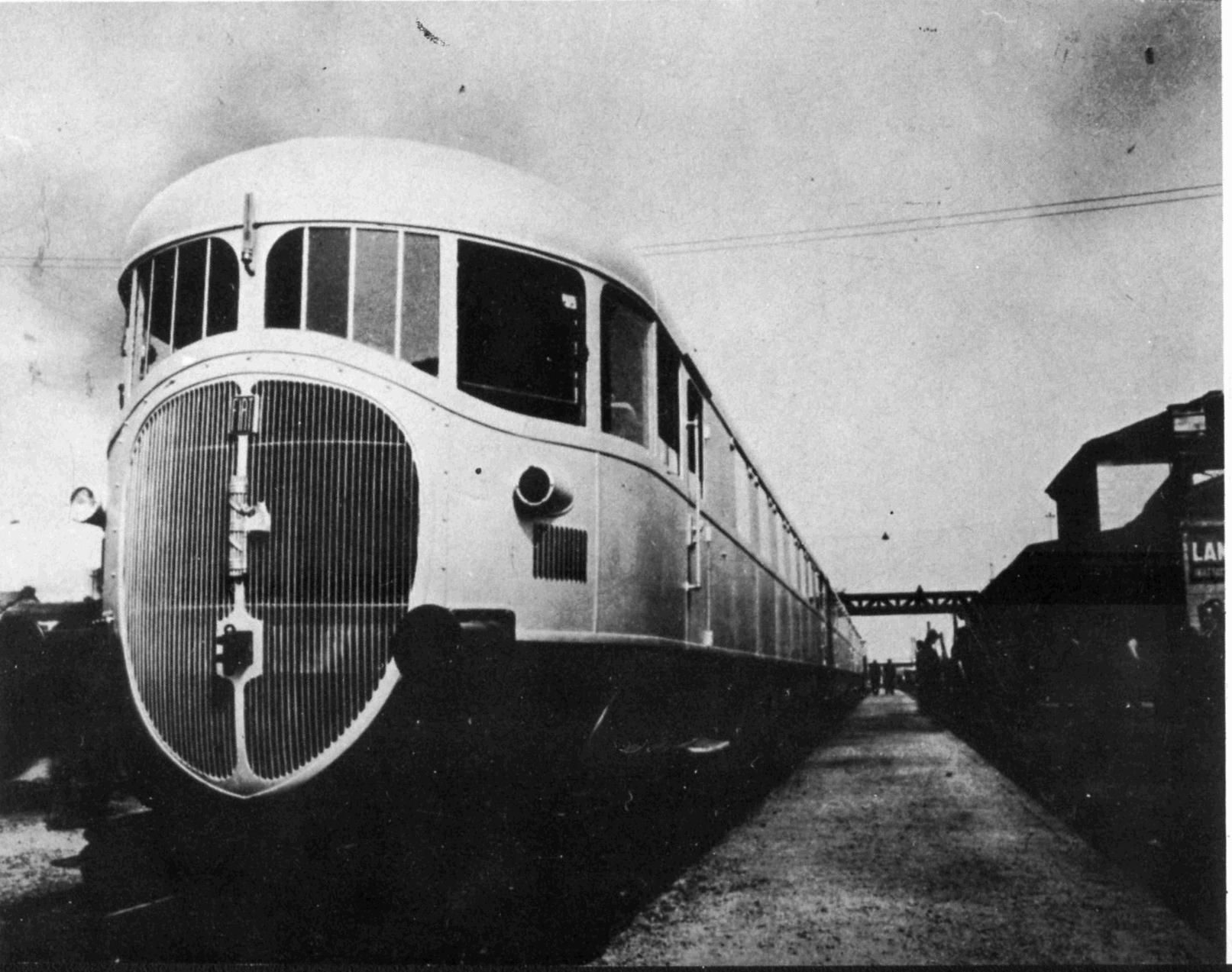
Autotreno ATR.101 a Chivasso, il 12 settembre 1936.

Il termine autotreno (letteralmente, treno automotore) nacque in Italia intorno agli anni trenta quando la Fiat produsse la prima unità della serie di ATR 100, un treno a composizione bloccata per l'epoca innovativo, dotato di due unità di trazione estreme a motore Diesel con un'unità intermedia rimorchiata. Venne allora coniato il neologismo autotreno, che evocava l'altro neologismo, già in uso, elettrotreno, che aveva ottenuto un largo successo presso l'utenza viaggiatori delle Ferrovie italiane. In seguito sono state costruite in Italia poche altre serie di autotreni tra cui l'automotrice doppia, denominata però differentemente, ALn 442-448 (o Binato Breda). 
Gli autotreni vengono definiti con l'espressione inglese Diesel Multiple Unit (acronimo DMU) presso la quasi totalità delle altre amministrazioni ferroviarie europee e del resto del mondo. Hanno avute significative produzioni in Germania, Inghilterra e Francia sin dagli anni trenta. Per le RENFE spagnole la Fiat ha prodotto autotreni derivati dal progetto italiano dell'Automotrice ALn 990; modelli analoghi sono stati forniti alle ferrovie argentine.
Negli Stati Uniti d'America molte società adottarono autotreni Budd Rail Diesel Car; è famoso l'autotreno Pioneer Zephyr, che negli anni trenta conquistò un primato di velocità.

## Caratteristiche tecniche

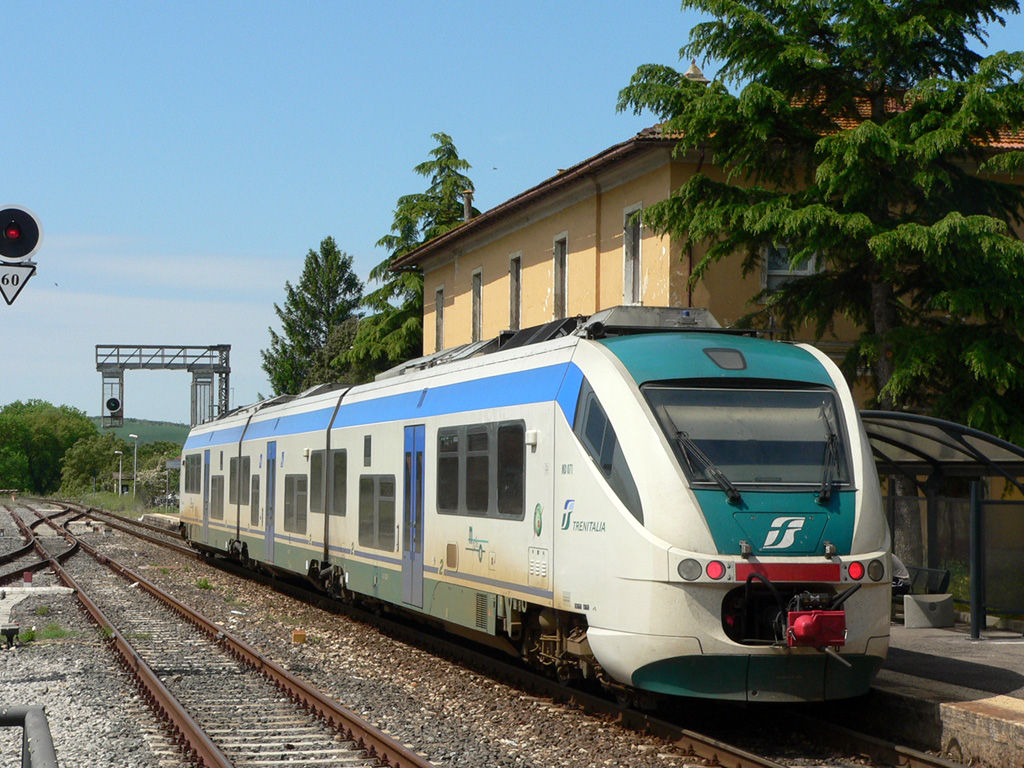
Un treno "Minuetto" a trazione diesel, composto da tre elementi, in livrea XMPR.

A differenza delle automotrici, gli autotreni sono composti da più elementi, il cui numero varia a seconda della natura per cui lo stesso rotabile viene concepito; come ad esempio il treno denominato Minuetto, il quale è composto da tre elementi, oppure l'elettrotreno ETR.425, denominato "Jazz", il quale è composto da cinque elementi.
Al di là del numero complessivo di elementi costituenti, l'autotreno nasce per essere usato a composizione bloccata, quindi i vari elementi che lo costituiscono sono inscindibili fra loro.

## Utilizzo nello scartamento ridotto

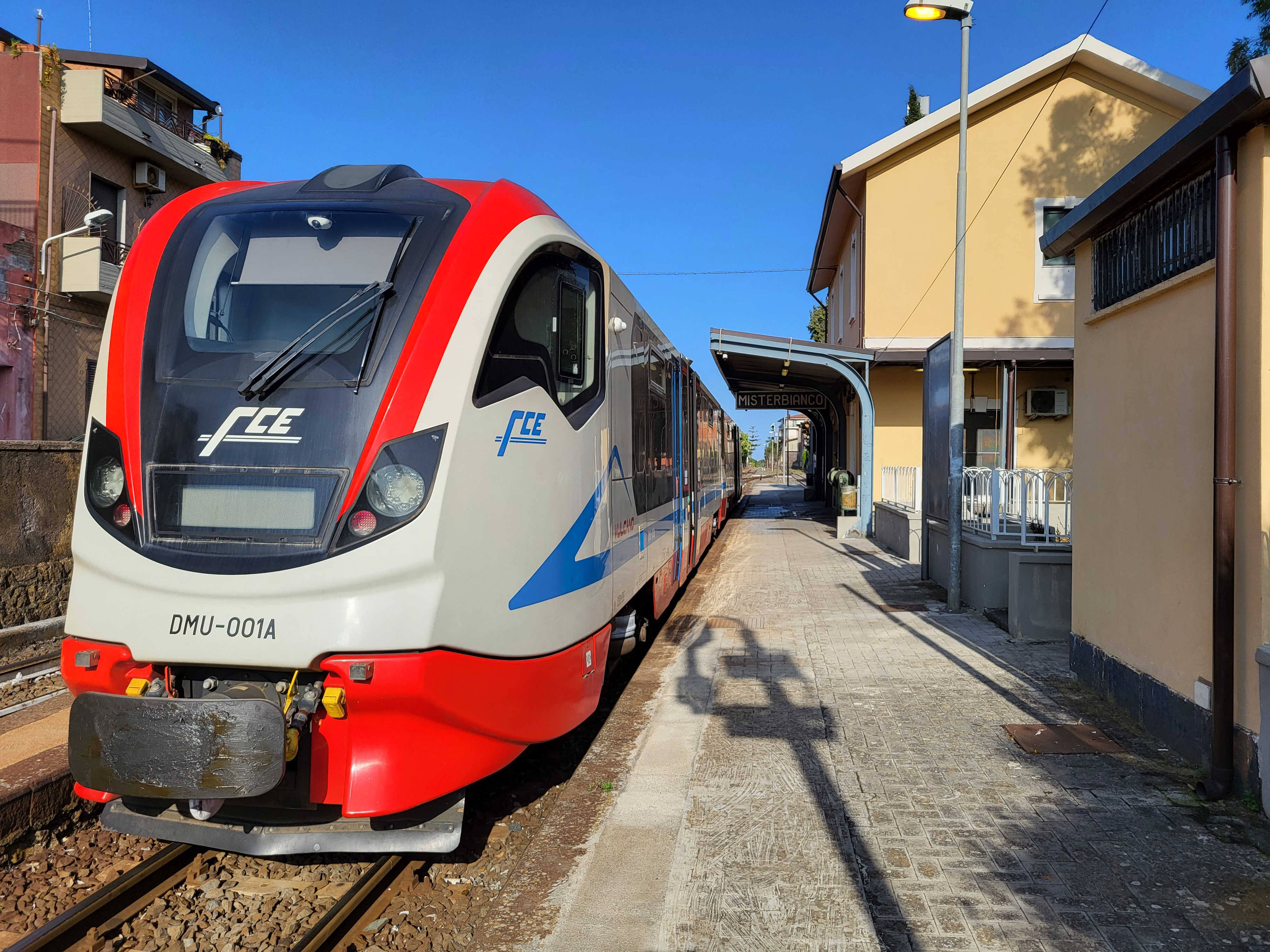
L'autotreno DMU 001 (facente parte della serie DMU 001-004), a scartamento ridotto (950 mm), della Ferrovia Circumetnea, nonché di costruzione Newag, composto solamente da due elementi.

Il concetto di autotreno si è esteso anche nell'ambito dello scartamento ridotto; a dicembre del 2015, la Ferrovia Circumetnea ha acquistato quattro autotreni dalla ditta polacca Newag; ognuno di essi composto da due elementi.

## Utilizzo odierno

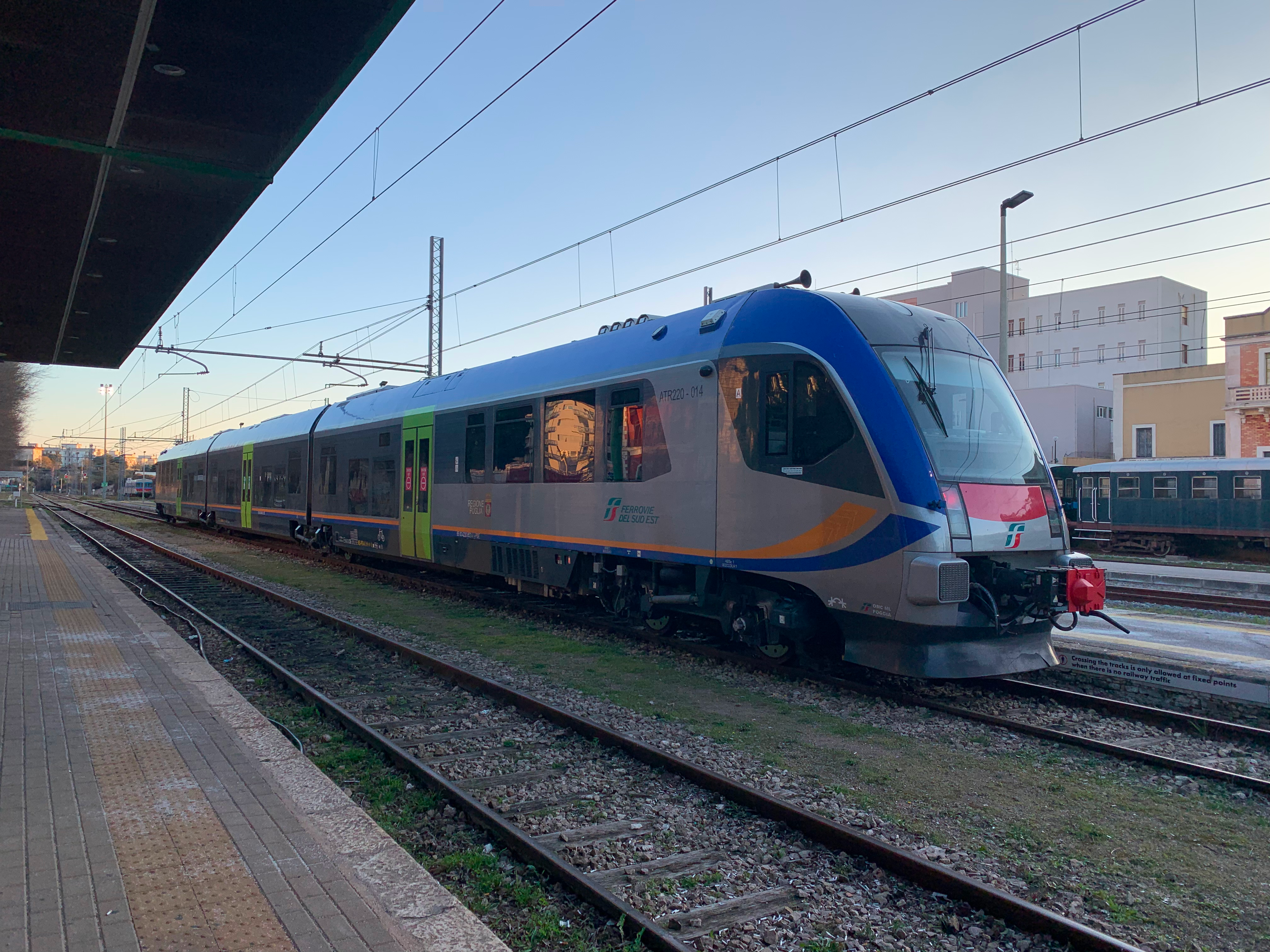
L'autotreno "FSE", ATR.220.014.

Per via della loro natura, gli autotreni sono anche reversibili, cioè non hanno bisogno di essere scomposti, né manovrati quando dev'essere invertito il senso di marcia; questa loro peculiarità si traduce in rapidità, motivo per cui stanno sostituendo sempre più i treni a composizione normale, utilizzati per l'espletamento dei treni regionali, i quali, tecnicamente sono anch'essi treni reversibili.